# Gross Sättelistock
Gross Sättelistock är en bergstopp i Schweiz.   Den ligger i kantonen Obwalden, i den centrala delen av landet, 80 km öster om huvudstaden Bern. Toppen på Gross Sättelistock är 2 637 meter över havet, eller 364 meter över den omgivande terrängen. Bredden vid basen är 2,5 km.
Terrängen runt Gross Sättelistock är huvudsakligen mycket bergig. Närmaste större samhälle är Engelberg, 4,5 km sydväst om Gross Sättelistock. 
I omgivningarna runt Gross Sättelistock växer i huvudsak blandskog. Runt Gross Sättelistock är det ganska glesbefolkat, med 32 invånare per kvadratkilometer.